# Верещак Аркадій Григорович
Аркадій Григорович Верещак (5 грудня 1939, село Березівка, тепер Кам'янець-Подільського району Хмельницької області — 12 серпня 2021, Волинська область) — радянський діяч, 1-й секретар Горохівського райкому КПУ Волинської області, голова Горохівської районної ради народних депутатів Волинської області. Член Центральної контрольної комісії КПРС у 1990—1991 роках.

## Життєпис
Після закінчення середньої школи з 1956 року працював шофером колгоспу «Здобуток Жовтня» Ярмолинецького району Хмельницької області.
У 1958—1963 роках — студент агрономічного факультету Кам'янець-Подільського сільськогосподарського інституту.
У 1963 році — головний агроном колгоспу «Перше травня» Рожищенського району Волинської області.
З 1963 по 1965 рік служив у Радянській армії.
Член КПРС з 1966 року.
У 1966—1972 роках — головний агроном колгоспу «Перше травня» Рожищенського району, головний агроном Рожищенського районного сільськогосподарського управління Волинської області.
У 1972—1975 роках — голова правління колгоспу «Росія» села Переспа Рожищенського району Волинської області.
У 1975—1978 роках — інструктор Волинського обласного комітету КПУ; 2-й секретар Любомльського районного комітету КПУ Волинської області.
У 1978—1987 роках — 1-й секретар Старовижівського районного комітету КПУ Волинської області.
У 1980 році закінчив Вищу партійну школу при ЦК КПУ.
У 1987 — серпні 1991 року — 1-й секретар Горохівського районного комітету КПУ Волинської області.
Одночасно в 1990—1992 роках — голова Горохівської районної ради народних депутатів Волинської області.
У 1993—2005 роках — директор Горохівського радгоспу-технікуму (Горохівського державного сільськогосподарського технікуму) Волинської області.
З 2005 року працював завідувачем навчально-дослідного господарства Горохівського коледжу Львівського національного аграрного університету.
Помер 12 серпня 2021 року.